# DOC Ochtrup
Das DOC Ochtrup ist ein Designer Outlet Center in Ochtrup in Nordrhein-Westfalen. 65 Hersteller verkaufen hier Markenartikel zu reduzierten Preisen. Das Outlet Center liegt im Länderdreieck Nordrhein-Westfalen, Niederlande und Niedersachsen, im Schnittpunkt der großen Verkehrsadern BAB A31 (Ausfahrt Ochtrup), A30 und B 54 und der Schienenverbindung Münster – Gronau – Enschede (NL). Betrieben wird das Center von der my diary GmbH.
Nach dem Einstieg der McArthurGlen-Gruppe als Mehrheitseigner, wurde das Center im März 2016  in McArthurGlen Designer Outlet (DOC) umbenannt.

## Standortgeschichte
Auf dem Werksgelände des ehemaligen Textilunternehmens der Gebr. Laurenz und damit auf dem Gelände des heutigen DOC Ochtrup lag bis zum Ende des 19. Jahrhunderts der Pröpstinghof, der wohl älteste Hof der Osterbauerschaft, dessen Geschichte bis in die altsächsische Zeit zurückreicht. In dieser Zeit muss die Hofanlage aufgrund ihrer Gebäudeanordnung, der Größe und der Gräfte vermutlich der Sitz eines sächsischen Adeligen gewesen sein.
Während der Sachsenkriege (772–804) ging der Hof an die fränkische Krone, wurde Staatseigentum und bei der Gründung des Bistums Münster an den Bischof vergeben, der ihn mit anderen geschenkten Höfen dem Edlen von Horstmar zu Lehen gab.
Als um das Jahr 1070 das Stift St. Mauritz gegründet wurde, vermachte die Edle Kunigunde von Horstmar das Erbe dem Stift. Seit dieser Zeit wurde der Hof Provestinchove oder Pröpstinghof genannt, weil er seine Abgaben von nun an dem Propst des Stiftes zu Mauritz zu entrichten hatte, sein ursprünglicher Name Uhtepe oder Ochtorpe, den der Hof in der fränkischen Zeit bekommen hatte, beschrieb nun eine kleine Ansiedlung von Gebäuden, die sich um die Kirche auf dem Grund und Boden des Hofes gebildet hatte.
Während des Mittelalters unterstand die „Curtis Provestinchove“ mit ihren Unterhöfen den Pröpsten zu St. Mauritz.
„De scultethe van den Provestinchove“ genoss aufgrund seiner besonderen Stellung und seines ansehnlichen Grundbesitzes im alten Ochtrup ein großes Ansehen. Bedeutendster Vertreter der Familie war Gerhard Wilhelm Schulze Pröpsting, der 1765 Bürgermeister von Ochtrup und Konsul der Familie wurde. In der Folgezeit verschuldete sich das Anwesen jedoch mehr und mehr. Ende des 19. Jahrhunderts betrug die Schuldenlast des Hofes 60.000 Mark. Im Jahr 1883 ging der Hof für 70.000 Mark an die Familie Laurenz über.
Ein alter Brunnen auf dem Parkplatz Nord 2 des DOC Ochtrup bildet heute den letzten Überrest des ehemals größten Bauernhofs der Gemeinde.

## Firmengeschichte der Gebr. Laurenz
Anfang des 19. Jahrhunderts bestanden rund 40 Prozent der Gesamtfläche Ochtrups aus Heide- und Moorlandschaften. Die meist kleinen, landwirtschaftlichen Anwesen warfen indes nicht genug Ertrag ab, so dass noch andere Erwerbsquellen gefunden werden mussten. Daher wurde auf den Höfen vielfach Flachs angebaut, da dieser auf mageren Böden gut gedieh und den Familien zusätzliche Einnahmen sicherte. Die Hausspinnerei und Weberei fand auf diese Weise ihre Anfänge. 200 Weberfamilien produzierten Anfang des 19. Jahrhunderts in Ochtrup. Um den Absatz der Webwaren konnten sich die Familien selbst nicht kümmern, so entwickelte sich ein Verlegersystem: Die Verleger versorgten die Weberfamilien mit Garnen und kauften ihnen das fertige Leinen ab. Um 1850 gab es in Ochtrup bereits 500 Weber, die alle für auswärtige Textilverleger arbeiteten.
In den Jahren 1840 bis 1850 wurde von den Niederlanden aus die Nesselweberei in Deutschland eingeführt. Bis dahin wurde im Münsterland Flachs angebaut, zu Leinenfasern versponnen und gewebt. Während dieser alte Erwerbszweig zunehmend an Bedeutung verlor, entwickelte sich die Baumwollverarbeitung hingegen und gelangte zu einer ungeahnten Blüte. Die große Nachfrage nach Baumwolle bewegte im Jahr 1854 die Brüder Anton und Bernhard Laurenz zusammen mit Antons Sohn Hermann, die Firma A. & B. Laurenz in Ochtrup zu gründen, die später als Gebr. Laurenz in die Geschichte einging.
In den ersten Jahren betrieben Anton und Bernhard Laurenz ihr Geschäft auf dem elterlichen Anwesen. Hier wurde das Garn verteilt, die fertigen Stücke der Handweber wurden angenommen und zum Versand gebracht. Damals konnten zunächst 50 Handweber in Heimarbeit im Akkord das Gewebe herstellen. Hermann Laurenz’ Aufgabe bestand in den Anfangsjahren darin, den Absatzmarkt für die gefertigten Waren über das Münsterland hinaus zu vergrößern. Dass der Erfolg nicht lange auf sich warten ließ, zeigt sich daran, dass 1856 bereits 500 Weber aus Ochtrup und den umliegenden Orten für das Unternehmen arbeiteten.
In den sechziger und noch in den siebziger Jahren vollzog sich bei Laurenz die Umstellung von der Heimarbeit zu einem reglementierten Arbeitsalltag in der Fabrik. Im Zuge dessen mechanisierten die Brüder 1864 den Betrieb, stellten 216 Webstühle auf und schafften eine Dampfmaschine mit 30 PS an. 450 Webstühle waren es bereits nach dem Deutsch-Französischen Krieg in den 1870er Jahren. In dieser Zeit hatte für die Brüder die Erweiterung des Unternehmens durch Aufnahme der Textilveredelung oberste Priorität. Es wurden Färbereien und eine Rauherei gebaut und für die neuen Fertigungsstätten Fachleute aus anderen Textilregionen angeworben.
Aus dieser Zeit stammt auch ein Klär- und Absetzbecken, das bei den Erweiterungs- und Umbauarbeiten zur Phase 2 des Centers im Bereich des heutigen Parkplatzes Ost freigelegt wurde und heute als Regenrückhaltebecken genutzt wird. Nicht weniger spektakulär ist auch der Fund, der im Sommer 2014 im Bereich des Eingangs Nord freigelegt wurde: eine Zisterne der Kläranlage der ersten Färberei aus dem Jahr 1875.
1881 expandierte das Unternehmen mit einer Buntweberei von 500 Webstühlen nach Gronau-Epe. Es kamen bis in die 90er Jahre noch eine Färberei, eine Bleicherei, eine Druckerei, eine Farbküche und ein Trockenhaus dazu. 1890 entschlossen sich die Gebrüder Laurenz, eine große mechanische Spinnerei am Bahnhof Ochtrup zu errichten, um von der Garnqualität und den Preisen der Lieferanten unabhängig zu werden. So hatten die Brüder Laurenz bis zum Tode von Hermann Laurenz im Jahr 1885 einen Großbetrieb mit vielseitiger Produktion aufgebaut.
Bis zum Ersten Weltkrieg fanden innerhalb des Unternehmens weitreichende Expansionen, insbesondere am Standort Laurenzstraße, statt. Dank des sozialen Engagements von Hermann Laurenz wurden weitreichende Projekte, wie die Errichtung von Arbeiter- und Beamtenwohnungen, die Gründung eines Waisenhauses und eines Kindergartens, der Bau eines Krankenhauses und die Einführung der gesetzlichen Krankenversicherung sowie einer Betriebsrentenkasse realisiert. Das Wohnhaus und der Garten der Laurenzschen Villa stehen heute der Öffentlichkeit zur Verfügung. So ist in den ehemaligen Räumen der herrschaftlichen Villa die Volkshochschule untergebracht, der Garten wurde zum Stadtpark umgestaltet.
1904 beschäftigte das Unternehmen in drei Betrieben 2.100 Arbeiter. Die Produktpalette umfasste 72 Artikel mit 566 verschiedenen Mustern. Es war die Zeit der boomenden Textilindustrie im Münsterland, und die Gebrüder Laurenz führten den größten Betrieb der Branche, exportierten nach Übersee, hatten Geschäftshäuser in Berlin, Stettin und Königsberg.

## Die Architektur des DOC Ochtrup

### Der Beltman-Bau
In dieser Hochphase der Textilindustrie entstand auch der Beltman-Bau, das imposante, schlossähnliche Ziegelgebäude an der heutigen Laurenzstraße in Ochtrup und das ehemalige Verwaltungsgebäude der Textilfirma der Gebrüder Laurenz. Der Architekt Gerrit Beltman aus Enschede entwarf dieses Gebäude, das um 1893 mit Stilelementen der Gründerzeit und ganz in der Architektursprache der Wilhelminischen Kaiserzeit erbaut wurde. Charakteristisch sind vor allem die Abstufungen in der symmetrischen, mit Fenstern durchzogenen Fassade sowie die Farbe der Steine. Im Gebäude selbst waren neben der Verwaltung auch noch Lagerräume untergebracht. Zusätzlich gab es für die werksangehörigen Arbeiter einen Konsumladen. In seiner Art ist der Beltman-Bau wohl einzigartig in Westfalen, und durch seine anspruchsvolle und außergewöhnliche Bauweise wird deutlich, was für eine große Rolle die Textilindustrie Ende des 19. Jahrhunderts im nordwestlichen Münsterland spielte.
Beim ersten Blick auf den Beltman-Bau besticht der im münsterländischen Barock gehaltene Turm. Im Jahr 1909 wurde dieser zusammen mit einer Bäckerei vom Architekten Hubert Holtmann aus Münster dem Verwaltungsgebäude angegliedert.

### Der Backstein-Rundbau
Bis zum Beginn des Ersten Weltkrieges florierte das Unternehmen. Durch die Kriege allerdings wurden Rohstoffe und Arbeitskräfte knapp, Absatzmärkte gingen verloren. Gefallene und vermisste Arbeiter waren in den Jahren 1939 bis 1945 viel häufiger zu beklagen als noch 25 Jahre zuvor. Da der Betrieb auch während der Kriegsjahre – wenn auch eingeschränkt – weitergeführt wurde, konnte nach Kriegsende die Produktion schnell wieder aufgenommen werden.
1947 vernichtete ein Großbrand sämtliche Lagerräume. Es entstand an der Stelle der heute denkmalgeschützte Backstein-Rundbau nach den Entwürfen des Architekten Willy Diening aus Nordhorn. Im Gegensatz zum Beltman-Bau wirkt der Backstein-Rundbau eher schlicht. Da dieser Baukörper ausschließlich praktischen Zwecken, nämlich als Warenlager, dienen sollte, wurde das Gebäude ohne jeden Schnörkel im Bauhausstil erbaut. Trotzdem ergänzen sich die beiden doch so unterschiedlichen Gebäude in ihrer Gesamtheit optimal.
In der Fassade des Rundbaus wechseln sich ziegelrote Mauerstreifen mit langen, weißgerahmten Glasbändern ab. Die beiden oberen Fensterbänder bestehen aus 21 Einheiten mit jeweils 3 × 3 quadratisch hintereinander gesetzten Betonfenstern. Daraus ergeben sich Rechtecke, die jeweils 27 kleine Glasfenster enthalten. Das ganze Gebäude bekommt so ein sehr solides und kompaktes Erscheinungsbild. Die alte Laderampe am Rundbau ist noch heute im Original erhalten. Alte Gleisreste lassen erahnen, wo früher die Warengüter an- und abtransportiert wurden. Heute sind die Shops der Marken More & More, Ara, Bianca, Steiff und Pampolina/Kanz im Backstein-Rundbau zu finden.
1951 wurde der Rundbau in nördliche Richtung erweitert. An der Stelle ist heute noch die alte Durchfahrt zu sehen. Der Architekt Bach aus Rheine war für die Erweiterung des Gebäudeteils verantwortlich. Dieser unterscheidet sich vom Rest des Backstein-Rundbaus vor allem durch die Holzfenster und die vom vorderen Teil abweichenden Dachöffnungen, aber auch durch die unterschiedlichen Tiefen von 16 zu 20 Metern. Der Cecil-/Street-One-Shop ist heute hier untergebracht.

### Die Böhmsche Eingangshalle
Der berühmte Kölner Architekt Dominikus Böhm entwarf 1950 die Eingangshalle der Textilfirma der Gebrüder Laurenz. Sie diente als Verbindungsstück zwischen dem Backstein-Rundbau und dem Beltman-Bau. Die Halle wird von einem runden Kuppelbau mit einem Glasbausteinfensterband überdacht. Das einfallende Licht bringt somit die in italienischem und deutsch-französischem Marmor gelegte Rosette im Fußboden, ebenfalls von Böhm entworfen, besonders gut zur Geltung. Ein weiteres Highlight ist die Vision der „Apokalyptischen Reiter“, die im Jahr 1954 vom in Ochtrup lebenden Künstler Hubertus Brouwer mit einem 6 × 8,70 m großen Wandmosaik aus über 275.000 Traventin-Steinen in Szene gesetzt wurde.
Als Sohn eines niederländischen Bildhauers blieb Hubertus Brouwer, der im Alter von 24 Jahren 1943 auf der Durchreise von Berlin nach Den Haag ins westfälische Ochtrup kam, der Stadt Ochtrup zeitlebens eng verbunden. Auftragsarbeiten sowie die langjährige finanzielle Förderung durch den Fabrikanten Heinz Laurenz ermöglichten es ihm, sich schon in jungen Jahren ausschließlich der Kunst zu widmen und seinen Lehrerberuf aufzugeben. Der enge Kontakt zur Familie Laurenz eröffnete Brouwer auch den Kontakt zum Architekten Dominikus Böhm.
In den 1950er und 1960er Jahren erhielt Brouwer zahlreiche Aufträge für die Gestaltung von Fenstern in Kirchen und öffentlichen Gebäuden. Aus dieser Zeit stammt das Wandmosaik „Der Apokalyptischen Reiter“ sowie ein Glasfenster im früheren Treppenhaus des Beltman-Baus, das heute im Saal des Café und Restaurant Laurenz zu sehen ist. Die Glasfenster, die aus verschieden eingefärbten Gläsern abstrakte bzw. abstrahierende Motive darstellen, spiegeln auch die Entwicklung in Brouwers Kunstsprache wider, nämlich den Übergang vom Gegenständlichen zum Abstrakten.

## Vom Webstuhl zum DOC Ochtrup
Im Zuge des Wirtschaftswunders boomte die Textilbranche ein letztes Mal. Auf dem Höhepunkt in den 50er Jahren beschäftigte die Firma der Gebrüder Laurenz mehr als 4.000 Mitarbeiter und damit rechnerisch jeden dritten Ochtruper. Ab den 60er Jahren begann jedoch der anhaltende Niedergang der gesamten Textilbranche. Gegen die günstigen Produkte aus Fernost waren die münsterländischen Textilunternehmen einfach nicht mehr konkurrenzfähig.
1966 folgte die Übernahme durch Gerrit van Delden & Co. aus Gronau – 1.200 Arbeiter verloren ihre Jobs. Doch auch van Delden geriet in eine finanzielle Schieflage und meldete 14 Jahre später, im Dezember 1980, schließlich Insolvenz an. Deutschlands größtes Textilunternehmen war am Ende.
Am 10. Oktober 1981 übernahm das griechische Textilunternehmen Piraiki-Patraiki AG aus Athen mehrheitlich die Anteile an der Firma van Delden. Am 20. Oktober 1981 startete die erste Produktion unter neuer Regie. 700 Arbeiter konnten weiter beschäftigt werden.
Elf Jahre später übernahm die Textilgruppe Hof zu 100 Prozent die van Delden AG von dem griechischen Staatsunternehmen. Die Piraiki-Patraiki AG musste sich aufgrund neuer gesetzlicher Bestimmungen in ihrer Heimat vom deutschen Markt zurückziehen. Staatsunternehmen waren Beteiligungen an privatwirtschaftlichen Unternehmen im Ausland untersagt. Kurze Zeit später wurde die Hof AG von der ERWO Holding AG, die als Obergesellschaft der Südwolle GmbH & Co. KG fungierte, zu 100 Prozent übernommen. Das Unternehmen trennte sich Ende der 90er Jahre vollständig von seinen Webereiaktivitäten am Standort Ochtrup und konzentrierte sich seitdem auf seine Kernkompetenz, der Veredelung von Stoffen. Die Spinnerei und das Werk in Gronau-Epe wurden in den 80er Jahren aufgegeben. Ende 2013 wurde der Veredelungsbetrieb in Ochtrup schließlich ganz aufgegeben. Das Unternehmen schloss den Standort an der Laurenzstraße zum 30. Juni 2015 komplett.
Der Stadt Ochtrup wurden das Verwaltungsgebäude, der Backstein-Rundbau sowie weitere Immobilien an der Laurenzstraße in einer Größenordnung von 16 Hektar zum Kauf angeboten. Nach langen politischen Diskussionen gelang es der Stadt Ochtrup unter Führung des damaligen Bürgermeisters Franz-Josef Melis im Juni 2001, das Gelände von der ERWO Holding zu kaufen, um anschließend mit den Sanierungsarbeiten zu beginnen. Ziel war es, etwas Neues auf dem ehemaligen Firmengelände entstehen zu lassen. Die Vorstellungen reichten von einer Teilansiedlung des Rathauses, integriert mit Handwerk und Kleingewerbe, bis hin zu einem Outlet-Center und Einzelhandel direkt in der Stadt Ochtrup.
Auf dem Gelände sind heute neben dem DOC Ochtrup ein expert-Elektromarkt, eine Filiale von Takko fashion, ein Aldi-Markt sowie ein Steuerberatungs- und weitere Dienstleistungsbüros (ehem. „Wagenburg“) sowie ein Landschaftsbauwerk mit Teichanlage angesiedelt.

## Centerentwicklung

### Phase 1: Das Euregio Outlet Center – Eröffnung 16. April 2004
Im Rahmen eines Architekturwettbewerbs entwickelten die Architekten Pfeiffer, Ellermann und Preckel aus Dülmen, die verantwortlich für das Gestaltungskonzept waren, zusammen mit dem Architekturbüro Schmiegel & Denne aus Ochtrup (Bauausführung/Bauleitung) einen Konzeptentwurf für das Euregio Outlet Center Ochtrup (EOC). Auf einem Teil des Firmengeländes ließ die Eigentümerin des EOC, die Hütten Holding GmbH, das Center neu errichten. Die Böhmsche Eingangshalle und der südliche Teil des Backstein-Rundbaus wurden dabei komplett saniert und das Café & Restaurant Laurenz dort integriert. Zudem wurde ein überdachter Teil für das Outlet-Center geschaffen, der heute aus dem „Twente Plein“ und der „IJsselstraat“ gebildet wird. Im April 2004 wurde das EOC Ochtrup eröffnet. Das Euregio Outlet Center Ochtrup (EOC Ochtrup) galt mit seinen damals 5.500 Quadratmetern Bruttomietfläche als eines der kleinsten Outlet-Center in Deutschland.

### Phase 2: Das Factory Outlet Center Ochtrup – Eröffnung 30. August 2012
Nach zweijähriger Bauphase wurde das FOC Ochtrup 2012 auf insgesamt heute 20.330 Quadratmeter Bruttomietfläche erweitert. Es bietet Platz für rund 65 Shops und mehr als 100 Marken sowie diverse Gastronomieangebote. Verantwortlich für die Erweiterung war das Architekturbüro Schmiegel und Denne aus Ochtrup. Grundsätzlich wurde bei den Erweiterungsarbeiten darauf geachtet, historische Bausubstanz zu erhalten, wie zum Beispiel die denkmalgeschützten Fassaden des Beltman-Baus und den nördlichen Teil des Backstein-Rundbaus. Die Baukörper wurden komplett kernsaniert. So wurde beispielsweise im hinteren Teil des Backstein-Rundbaus ein neuer Bodenbelag gegossen, ein Wasserspiel angelegt, der Twente Plein verlängert und zur Erschließung im nördlichen und südlichen Bereich des Backstein-Rundbaus mehrere Treppenanlagen abgerissen und an anderer Stelle neu integriert. Im Backstein-Rundbau befinden sich seitdem das Kinderparadies sowie weitere Shops. Zur Erschließung des Turms wurde ein neues Gebäude direkt angeschlossen. Dort befinden sich heute das Gebäude- und Center-Management sowie der Infopoint des Centers. Das Factory Outlet Center Ochtrup präsentiert sich mit einer großzügigen Freiluftpromenade, deren Gestaltung an die typischen Giebelhäuser des Münsterlandes erinnert.

### Wunschzisterne im DOC Ochtrup – ein historisches Zeitzeugnis
Bei den Umbau- und Erweiterungsarbeiten im Eingangsbereich Nord stieß das DOC Ochtrup auf einen interessanten, historischen Fund. Dort wurde eine Zisterne der Kläranlage der ersten Färberei der Ochtruper Textilfirma der Gebrüder Laurenz aus dem Jahr 1875 im jetzt neuen Durchgangsbereich freigelegt. Die Zisterne wurde zunächst von Altlasten befreit, gereinigt sowie architektonisch und lichttechnisch in Szene gesetzt. Sie soll einerseits als historisches Zeitzeugnis an ein Stück Ochtruper Textilgeschichte erinnern, andererseits auch als sogenannte Wunsch-Zisterne fungieren.
Das Künstlerehepaar Renate und Leo Janischowsky aus Steinfurt, das sich bereits durch seine Bronzetierplastiken und -steelen im Factory Outlet Center einen Namen machte, wurde mit der künstlerischen Ausgestaltung des Projektes beauftragt. Dabei war es den beiden Künstlern wichtig, die verschiedenen Wunsch-Themen skulptural darzustellen. Liebe, Gesundheit und Wohlstand als ideelle Werte werden in Form von Bronzesteelen mit auf Gold polierten Tierköpfen symbolisiert. So steht die Taube für Liebe, der Löwenkopf soll Gesundheit darstellen und das Schwein beschreibt symbolisch den Wohlstand. Die vierzig auf fünfzig Zentimeter großen Plastiken sind mit Geldschlitzen für die Spenden versehen. Diese fallen jeweils durch einen Schacht, der von der jeweiligen Steele ausgeht, auf eine auf den Boden eingelassene Drehscheibe in der Zisterne, die ebenfalls die Wunsch-Themen noch einmal aufnimmt. So gilt es, den richtigen Moment abzupassen, damit die Spende auch auf das jeweilige Wunsch-Feld trifft. Der Spendenbetrag wird sozialen Projekten, die für einen der drei Bereiche Pate stehen, zugeführt.